# 제17회 미국 감독 조합상
제17회 미국 감독 조합상은 1964년 뛰어난 활동을 보인 영화 감독을 기리기 위해 1965년 2월에 열린 시상식이다. 뉴욕, Waldorf-Astoria Hotel에서 개최되었다.

## 수상 및 후보

### 감독상(영화부문)
- 마이 페어 레이디 - 조지 큐커 수상

### 명예상
- 잭 L. 워너 수상